# Мейер, Барбара (кёрлингистка)
Не следует путать с другой швейцарской кёрлингисткой, тёзкой и почти однофамилицей, только в другом написании фамилии (Barbara Meier, Барбара Майер).
Ба́рбара Ме́йер (нем. Barbara Meyer) — швейцарская кёрлингистка.
В составе женской команды Швейцарии участник трёх чемпионатов мира (лучший результат - чемпионы в 1983) и чемпионата Европы 1983 (стали бронзовыми призёрами). Трёхкратная чемпионка Швейцарии среди женщин, чемпионка Швейцарии среди смешанных команд.
Играла на позиции третьего.

## Достижения
- Чемпионат мира по кёрлингу среди женщин: золото (1983), бронза (1985).
- Чемпионат Европы по кёрлингу: бронза (1983).
- Чемпионат Швейцарии по кёрлингу среди женщин: золото (1982, 1983, 1985).
- Чемпионат Швейцарии по кёрлингу среди смешанных команд: золото (1981).

## Команды
| Сезон                                          | Четвёртый         | Третий        | Второй           | Первый        | Турниры                      |
| ---------------------------------------------- | ----------------- | ------------- | ---------------- | ------------- | ---------------------------- |
| 1981—82                                        | Эрика Мюллер      | Барбара Мейер | Николь Отликер   | Кристина Вирц | ЧШЖ 1982 · ЧМ 1982 (7 место) |
| 1982—83                                        | Эрика Мюллер      | Барбара Мейер | Барбара Майер    | Кристина Вирц | ЧШЖ 1983 · ЧМ 1983           |
| 1983—84                                        | Эрика Мюллер      | Барбара Мейер | Барбара Майер    | Кристина Вирц | ЧЕ 1983                      |
| 1984—85                                        | Эрика Мюллер      | Барбара Мейер | Барбара Майер    | Франциска Йёр | ЧШЖ 1985 · ЧМ 1985           |
| Кёрлинг среди смешанных команд (mixed curling) |                   |               |                  |               |                              |
| 1980—81                                        | Jürg Winkelhausen | Барбара Мейер | Urs Winkelhausen | Эрика Мюллер  | ЧШСК 1981                    |

(скипы выделены полужирным шрифтом)